# Torsten Siegfried Haake-Brandt

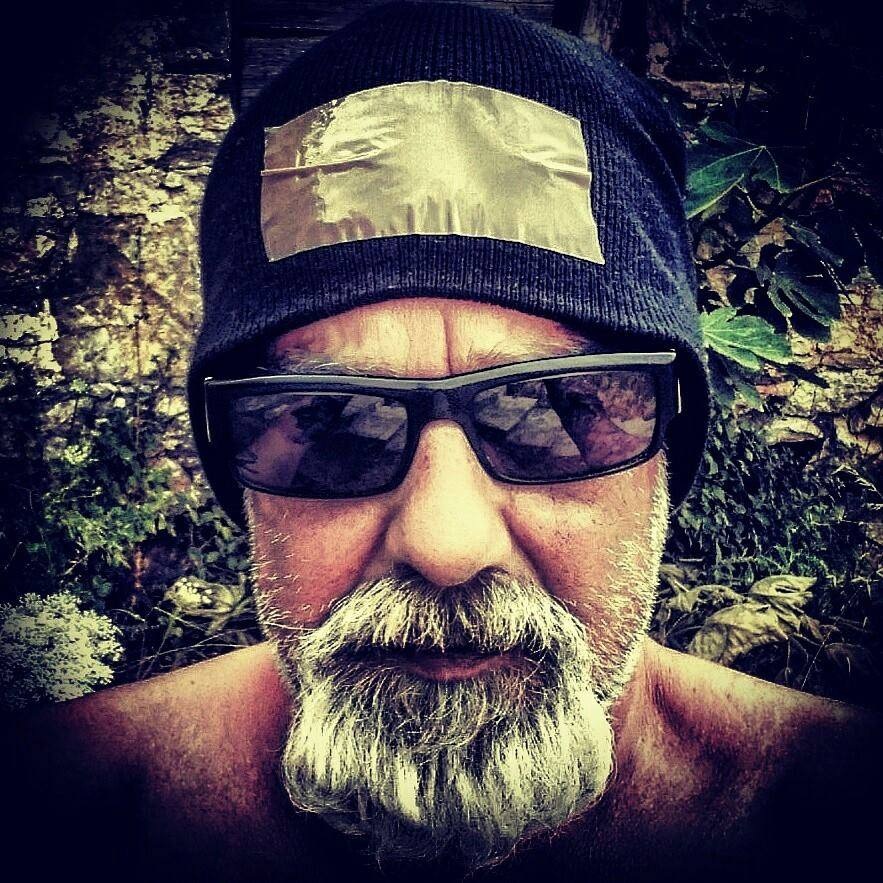
Torsten Siegfried Haake-Brandt

Torsten Siegfried Haake-Brandt (* 1958 in Kiel) ist ein deutscher bildender Künstler, Musiker und Komponist.

## Leben und Werk
Von 1981 bis 1984 studierte Torsten Siegfried Haake-Brandt Freie Kunst. Seit 1984 ist er freischaffend. Er lebt in Hamburg.
In den 1990er Jahren schuf er Kugelschreiberzeichnungen „nothing full of emptiness“ zum Thema „Langeweile und Zeitbewältigung“. Haake-Brandt ist seit 2011 Inhaber von The BLÖ, seiner „utopischen Firma für theoretische Bilder“. The BLÖ ist markengeschützt. Das BÜRO BLÖ befindet sich in Braunschweig. Haake-Brandt entfernt „Spuren“ auf Objekten und Bildern, die ihm nicht gefallen und überklebt („entstört“) sie mit braunem Tape.
Mit seiner Klang-Kapelle The BLÖ-BÄnd spielt Haake-Brandt Grundfarben-Jazz und nach innen gesungene Naturlieder. Er produziert sinnlose Klänge der Gegenwart und erforscht Löcher und Hohlräume. Haake-Brandt kreierte 2013 das „The BLÖ“-Parfum (man/woman) in Zusammenarbeit mit der Parfumeurin Kim Weisswange.